# Lubitel 166

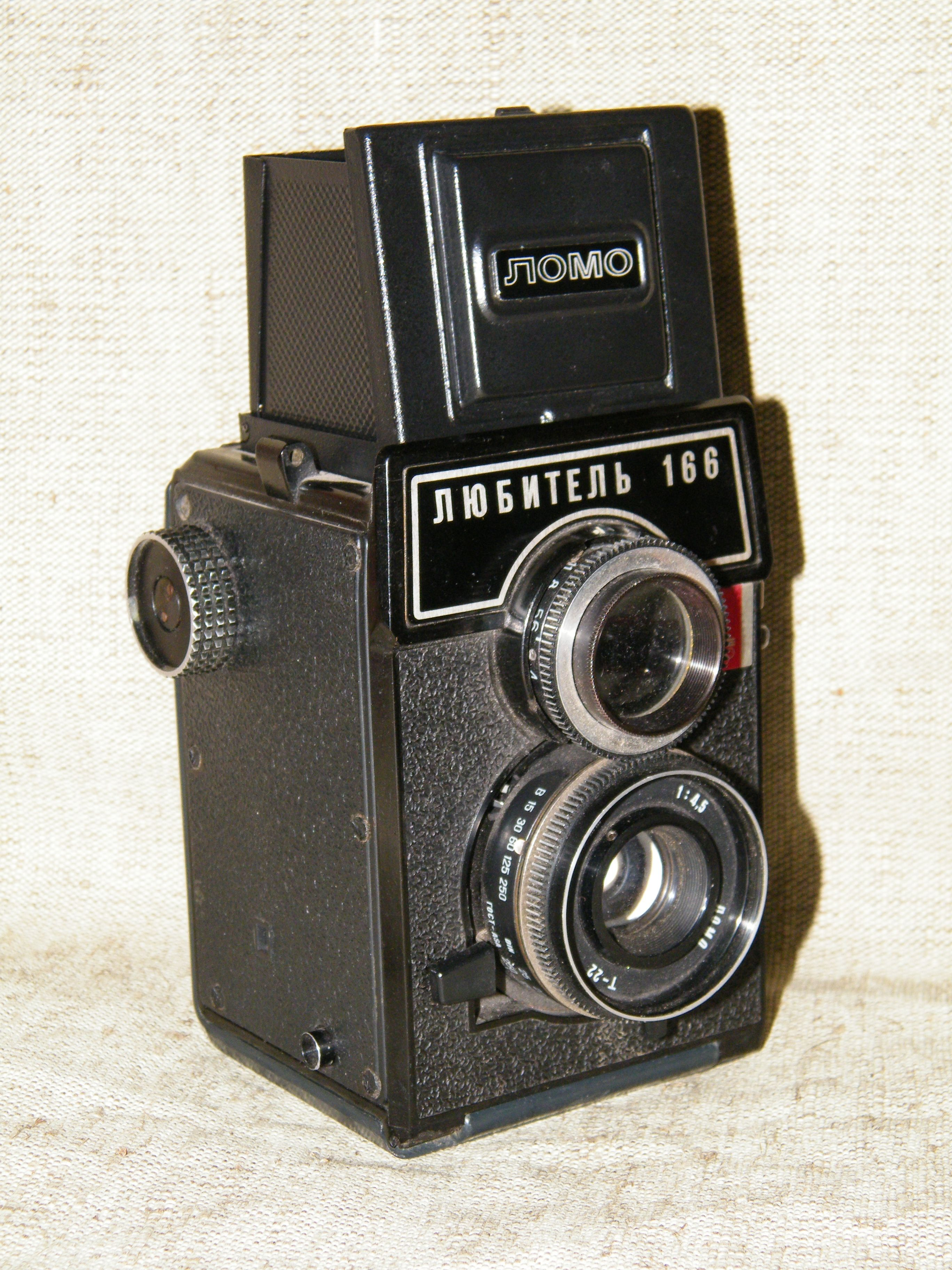
Lubitel 166

Se trata de una cámara analógica de formato medio que fue utilizada en el territorio soviético. Es una cámara realizada con materiales de un coste poco elevado, pues el cuerpo está hecho de plástico. En cambio, las lentes son de cristal. Mediante la lente superior, el fotógrafo puede observar aquello que va a fotografiar (es la lente que sirve para componer lo que será fotografiado), mientras que a través de la lente inferior es por donde se captura la imagen, por tanto, es la lente que contiene el obturador. Por tanto es una cámara TLR (Twin Lens Reflex) lo que significa que contiene dos lentes, construyendo el cuerpo de manera vertical.
Es una cámara que permite la combinación del formato estándar de 35 milímetros y el formato medio 120. Todos los controles son absolutamente manuales. Como todas las cámaras de estas características, la Lubitel 166 aporta un toque artístico y diferente a las fotografías que toma según la luz de la localización en la que se encuentre.
Un dato interesante es que Lubitel significa amateur en ruso. A través de este nombre ya se pueden identificar las intenciones de la cámara: una cámara más bien sencilla para fotógrafos no profesionales. Siendo una alternativa "barata" al resto de cámaras de doble lente, aproximándose a la idea de las Toy Camera.

## Historia[3][4]
Las cámaras Lubitel 166 han resultado de la evolución de las cámaras de lente gemela o TLR, fabricadas en la Unión Soviética desde el año 1946 por la Fábrica Estatal Óptico-Mecánica GOMTZ.

### Komsomolets
El primer modelo fue una cámara de doble objetivo que se llamó Komsomolets (que en ruso significa "jóvenes comunistas"). Tal nombre se trataba de un homenaje por parte del estado a la organización de la Juventud Comunista, a quienes el estado dedicaba una de los primeros productos de la industria fotográfica Soviética. Fue una copia de una cámara alemana de los años 30, a Voightlander Brilliant, pero la Komsomolets consta de un cuerpo un poco más simplificado en cuanto a diseño. Esta cámara fue la primera de lente gemela fabricada en la Unión Soviética. Las lentes no están conectadas entre ellas y contiene un pequeño compartimento en el cual se pueden guardar filtros y lentes suplementarias.

### Lubitel
Tras algunos años produciendo la Komsomolets, la fábrica GOMTZ presentó otro modelo llamado Lubitel ("amateur" en ruso). Esta cámara incorporaba por primera vez las lentes acopladas. Este hecho permitía que al enfocar la lente de visualización se enfocara también la lente de captación. De esta manera, se podía capturar el elemento que se quería fotografiar, con una mayor precisión, pues ambas de se enfocaban a la vez. Además contenía más velocidades de obturación y las lentes podían llegar hasta una apertura de f/2.8 con un ángulo más amplio.

### Lubitel 2
Posteriormente salió otro modelo llamado simplemente Lubitel 2, fue el último de los modelos fabricado en baquelita. A partir de esta cámara, los ejemplares siguientes se fabricaron de manera íntegra en plástico. Las características más destacadas de este modelo fueron el temporizador y el flash sincronizado. Además, en una de los dos laterales presentaba un pequeño espacio para alojar dos filtros de lentes.

### Lubitel 166
Este modelo presentó novedades en cuanto al material, pues dejó de estar fabricada en baquelita y la carcasa era completamente de plástico. Introduce como novedad un contador de fotogramas y un obturador acoplado.

### Lubitel 166B
Fue básicamente una simplificación del modelo Lubitel 166, dejó de tener el contador de fotogramas y el obturador acoplado. A cambio, incorpora unos símbolos que pueden ayudar al fotógrafo a la hora de escoger los ajustes de exposición.

### Lubitel 166U
Finalmente, se llega a la Lubitel 166 Universal, el último modelo de este tipo de cámaras. Era un modelo exactamente igual que el 166B, pero incluía una máscara que permitía escoger el formato fotográfico de los fotogramas.

### Número de ejemplares
- Komsomolets (1946 - 1950) - 25.000 cámaras fabricadas.
- Lubitel (1949 - 1956) - más de 2.500.000 unidades.
- Lubitel 2 (1955 -1980) - más de 2.000.000 de ejemplares.
- Lubitel 166 (1976 - 1986) - solamente 70. 000 unidades.
- Lubitel 166B (1980 - 1989) - 900.000 ejemplares (en la factoría LOMO, antigua fábrica GOMTZ).
- Lubitel 166U (1983 - 1993) - 400.000 cámaras fabricadas.[5]

## 166B

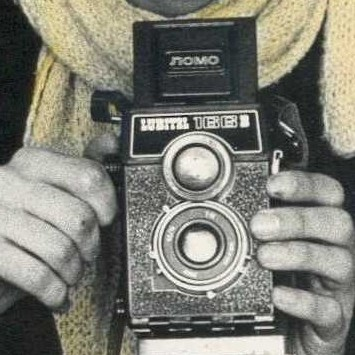
Lubitel 166B

Este modelo era la evolución inmediata de la Lubitel 166. Fue una cámara que estuvo fabricándose desde 1980 hasta 1989. Como la Lubitel 166, está fabricada totalmente de plástico excepto las lentes que son de cristal. Es como una revisión de la Lubitel 166 que simplifica el modelo anterior e introduce alguna pequeña variación. 
| Película                     | 120, negativo de formato medio de 6x6cm |
| Objetivo                     | T-22 Triplet lens de 75 mm              |
| Apertura                     | máxima f/4,5 y mínima f/22              |
| Velocidad de obturación      | 1/15 a 1/250 y modo B                   |
| Enfoque                      | 1,3 m al infinito                       |
| Visor deportivo              | sí                                      |
| Lupa para el enfoque crítico | sí                                      |

## 166U

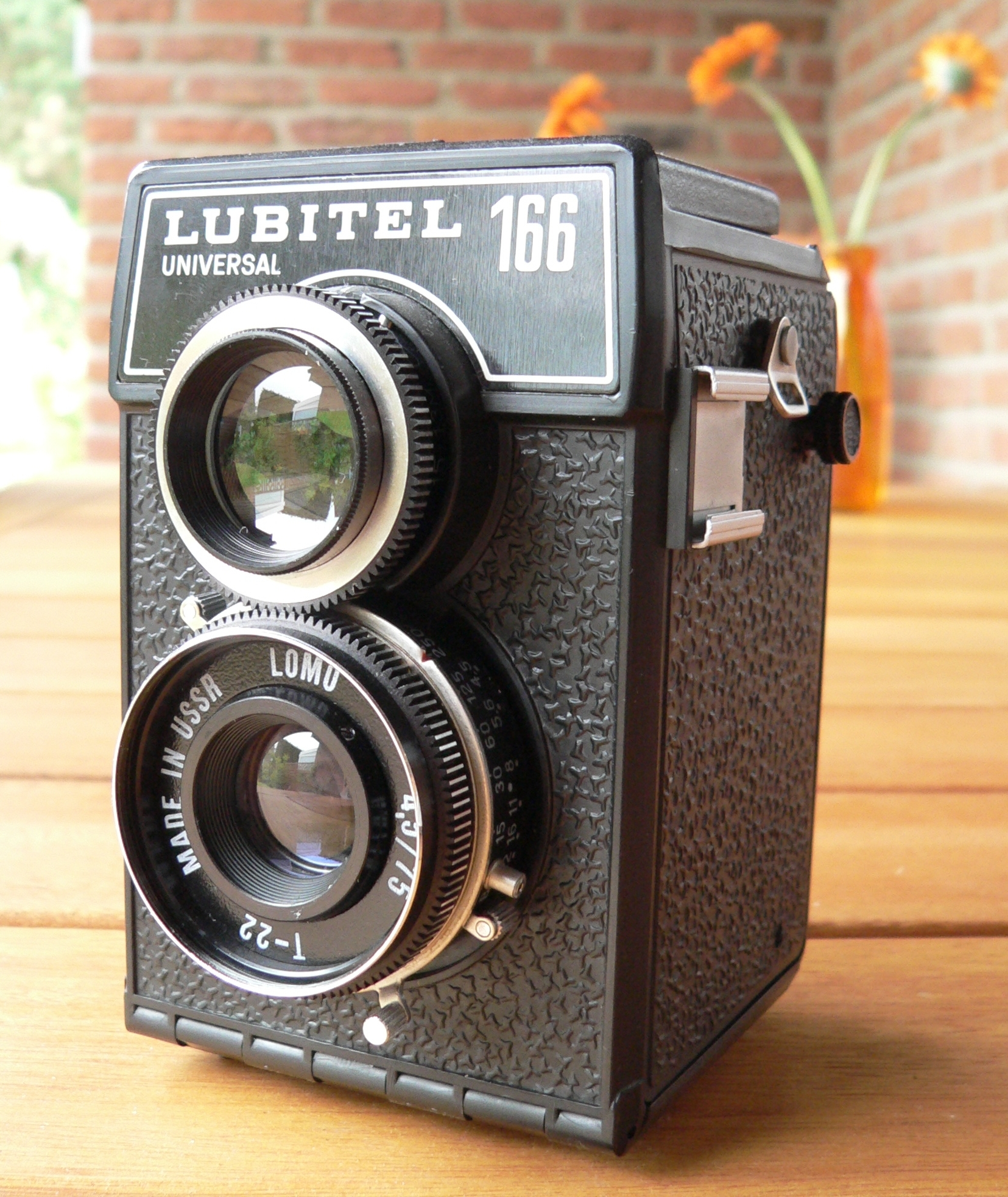
Lubitel 166U

La Lubitel 166 Universal fue la última de la serie de las cámaras Lubitel creadas por LOMO. Se introdujeron en 1980 y se fabricaron desde 1983 hasta 1993, fueron producidas en la fábrica de LOMO en San Petersburgo.
Este modelo era exactamente igual que la Lubitel 166B, excepto por una novedad: la introducción de una máscara para formatos de 6×6 cm y 6×4,5 cm, es por esa razón que el modelo se llama "Universal". El beneficio que proporciona el formato 6x6 es que al ser más grande se puede escanear con mayor facilidad. Por otra parte, el formato 6×4,5 permite hacer más fotos con un solo carrete. Esta variable puede ser modificada por el mismo fotógrafo al instante, que puede escoger si quiere realizar la foto cuadrada o rectangular, una vez escogido el formato de la fotografía, todo el carrete deberá ser usado con el mismo formato.
| Tipo                          | Twin Lens Reflex (Cámara réflex de lentes gemelas)                                        |
| Fabricante                    | LOMO                                                                                      |
| Año de lanzamiento            | 1980                                                                                      |
| Película                      | 120                                                                                       |
| Tamaño de cuadro              | 56×56 mm o 56×42 mm (12 o 16 fotos por carrete, respectivamente)                          |
| Lente                         | T-22, 75 mm f/4.5                                                                         |
| Obturador                     | de láminas, con palanca para re-armado manual                                             |
| Velocidades de obturación     | 1/15 s a 1/250 s y modo B                                                                 |
| Apertura                      | f4.5 a f22                                                                                |
| Rango de enfoque              | 1.3 m a infinito                                                                          |
| Temporizador                  | mecánico                                                                                  |
| Contador de fotogramas        | ninguno (dos ventanas en la parte posterior para el control de los números de fotogramas) |
| Transporte de película        | manual                                                                                    |
| Seguridad de doble exposición | no                                                                                        |
| Toma de trípode               | sí                                                                                        |

## 166+
La empresa Lomograhpy ha creado una reproducción lo más similar posible a la original, diferenciándola de las originales a través de una pequeña variación en el nombre, pues se ha bautizado como Lubitel 166+. El precio de la cámara es de 299 euros, aparte de accesorios. Consta de las siguientes características:
| SKU                          | hp100                                             |
| Conexión de cable disparador | Sí                                                |
| Tipo de pilas/baterías       | no battery needed                                 |
| Aperturas disponibles        | f4.5, f5.6, f8, f11, f16, f22                     |
| Velocidad de obturación      | Manual - 1/250, 1/125, 1/60, 1/30, 1/15, Bulb (B) |
| Distancia focal              | 75mm                                              |
| Avance de película           | rueda                                             |
| Conexión flash               | Hot-Shoe                                          |
| Enfoque                      | Enfoque por visor de vidrio deslustrado           |
| Distancia de enfoque         | 0.8m - Infinity                                   |
| Contador de fotogramas       | Automático                                        |
| Material                     | Plástico                                          |
| Montura para trípode         | Sí                                                |
| Medidor de luz               | No                                                |
| Visor                        | visor tipo reflex doble-lente                     |